# Сеитовский сельсовет
Сеи́товский сельсове́т — административно-территориальная единица и муниципальное образование (сельское поселение) в Красноярском районе Астраханской области Российской Федерации.
Административный центр — село Сеитовка.

## История
Муниципальное образование «Сеитовский сельсовет» образовано 27 сентября 1996 года решением Представительного собрания Сеитовского сельсовета в соответствии с Законом Астраханской области «О местном самоуправлении в Астраханской области».
6 августа 2004 года в соответствии с Законом Астраханской области № 43/2004-ОЗ сельсовет наделен статусом сельского поселения.

## Население
| 2010  | 2012  | 2013  | 2014  | 2015  | 2016  | 2017  |
| ----- | ----- | ----- | ----- | ----- | ----- | ----- |
| 1377  | ↗1421 | ↗1447 | ↗1450 | ↗1500 | ↘1478 | ↗1510 |
| 2018  | 2019  | 2020  | 2021  |       |       |       |
| ↗1513 | ↘1494 | ↘1455 | ↗1509 |       |       |       |

## Состав
В состав сельского поселения входят 8 населённых пунктов:
| № | Населённый пункт | Тип населённого пункта       | Население |
| - | ---------------- | ---------------------------- | --------- |
| 1 | Айсапай          | посёлок                      | ↘37       |
| 2 | Белячий          | посёлок                      | ↘378      |
| 3 | Брянский         | посёлок                      | →0        |
| 4 | Бузан-пристань   | посёлок                      | ↘473      |
| 5 | Бузан-разъезд    | посёлок                      | ↘10       |
| 6 | Куянлы           | село                         | ↘2        |
| 7 | Ланчуг           | посёлок                      | ↘0        |
| 8 | Сеитовка         | село, административный центр | ↘477      |